# Monteithius
Monteithius es un género de escarabajos longicornios de la tribu Acanthocinini.

## Especies
- Monteithius fumatus Vives & Sudre, 2021
- Monteithius maculatus Vives & Sudre, 2021
- Monteithius subquadratus Vives & Sudre, 2021
- Monteithius viridicollis Vives & Sudre, 2021
- Monteithius wrightae Vives & Sudre, 2021